# Sipho Sepamla

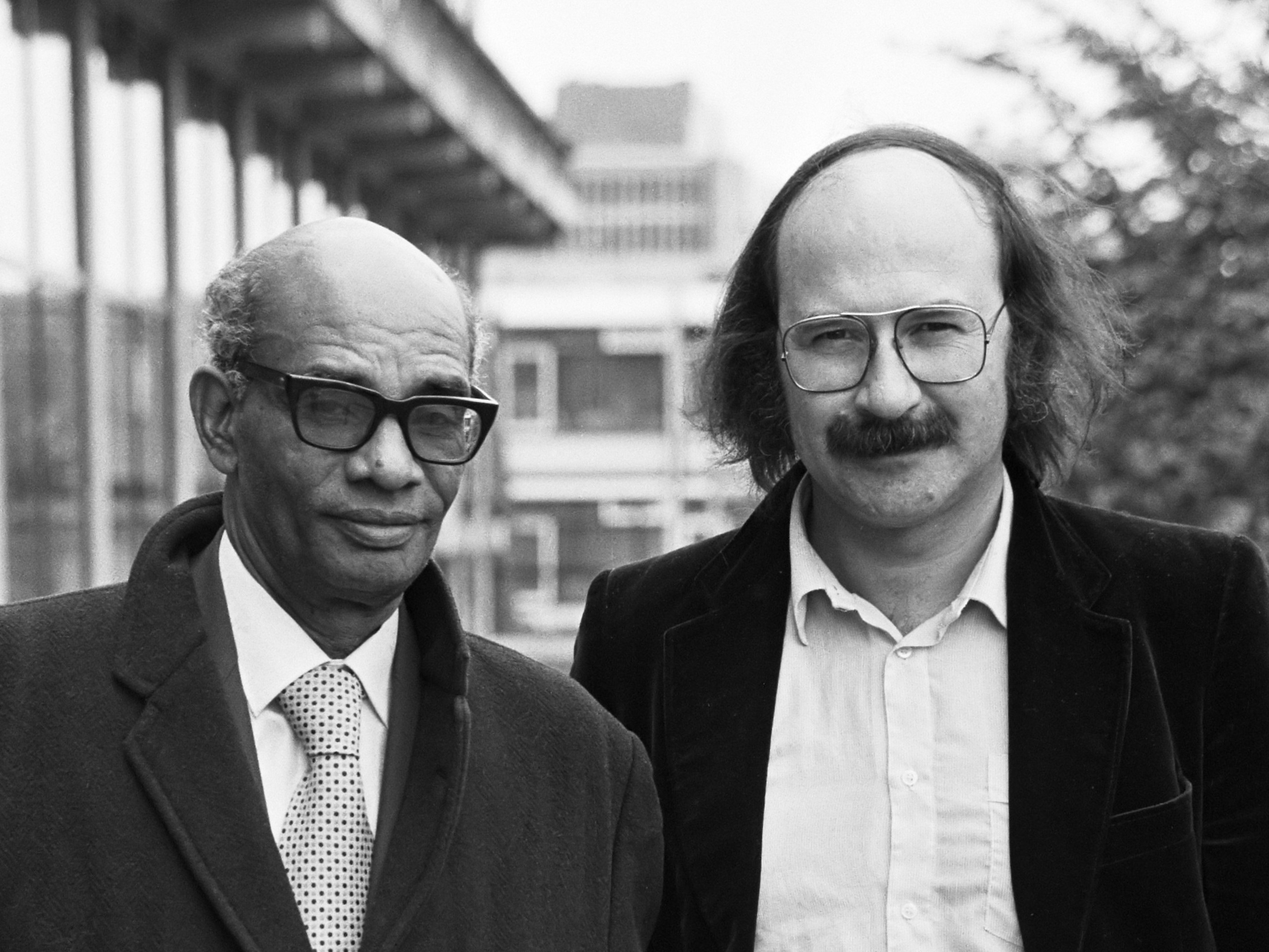
Sipho Sepamla (i.) y Antonio Skármeta (1981)

Sydney Sipho Sepamla (22 de septiembre de 1932- 9 de enero de 2007) novelista y poeta sudafricano.

## Biografía
Nacido cerca de Krugersdorp, y pasó casi toda su vida en Soweto. Estudió magisterio en la Universidad de Pretoria y publicó su primer poemario, Hurry Up to It!, en 1975. Activo durante este periodo en el Movimiento de Conciencia Negra, su libro The Soweto I Love, en parte respuesta a los Disturbios de Soweto del 16 de junio de 1976, fue prohibido durante el apartheid. Fue fundador de la Unión Federada de Artistas Negros (hoy la Academia de Artes Fuba) y editor de la revista literaria New Classic y de la revista teatral S'ketsh.
Recibió el premio Thomas Pringle (1977) y la Orden de las Artes y las Letras. En los últimos años estuvo en el grupo de labores artísticas y culturales del gobierno.

## Obra
Poemarios
- Hurry Up to It! (Donker, 1975)
- The Soweto I Love (1977)
- Selected poems (Donker, 1984)
- From Gorée to Soweto (1988)

Novelas
- The Root is One (1979)
- A Ride on the Whirlwind (1981)